# Paula Diehl
Paula Diehl (* 6. Juli 1970 in Porto Alegre, Brasilien) ist eine deutsche Politik- und Kommunikationswissenschaftlerin. Sie ist Professorin für Politische Theorie und Ideengeschichte an der Christian-Albrechts-Universität zu Kiel.

## Leben

### Werdegang
Diehl studierte von 1989 bis 1992 Kommunikationswissenschaft (Bachelor 1992) an der Pontifícia Universidade Católica de São Paulo und Sozialwissenschaften an der Universidade de São Paulo in São Paulo. Von 1993 bis 1996 studierte sie Soziologie am Institut für Soziologie I der Freien Universität Berlin. 2002 wurde sie bei Herfried Münkler am Fachbereich für Politikwissenschaft der Humboldt-Universität zu Berlin mit der Dissertation Macht – Mythos – Utopie. Die Körperbilder der SS-Männer (1933–1938) zum Dr. phil. promoviert.
2003 war sie Postdoc im Berliner Programm zur Förderung der Chancengleichheit für Frauen in Forschung und Lehre (BCP) und wissenschaftliche Mitarbeiterin am Projekt „Psychologische Beiträge zur Nationalsozialismus Forschung“ am Department Sozialpsychologie der Ludwig-Maximilians-Universität München. Von 2003 bis 2005 war sie Koordinatorin und Post-Doc am Graduiertenkolleg „Körper-Inszenierungen“ der FU Berlin und 2005/06 Post-Doc am Centre Marc Bloch in Berlin und 2006 an der HU Berlin.
2006 war Paula Diehl Gastprofessorin der Fakultäten für Kommunikationswissenschaft und für Politikwissenschaft der Universidade de Brasília. 2007 übernahm sie die Leitung des Projekts „La mise en scène imagetique du Reichsparteitag et la construction de la ‚Volksgemeinschaft‘“ der Fondation pour la Mémoire de la Shoah in Paris. 2007/08 war sie Fellow an der Akademie Schloss Solitude in Stuttgart. 2008 vertrat sie das Seminar „Marc Bloch“ am Institut für Kulturwissenschaft der HU Berlin. 2008/09 folgte ein Fellowship und 2009 (erneut 2010) eine Gastprofessur an der Fondation Maison des Sciences de l’Homme in Paris. 2009/10 war sie Projektleiterin von „Faschismus und Populismus“ an der HU Berlin und 2009 wissenschaftliche Mitarbeiterin des Sonderforschungsbereichs 890 (Transzendenz und Gemeinsinn) an der Technischen Universität Dresden. 2009/10 vertrat sie die Professur für Soziologie (Hauke Brunkhorst) an der Universität Flensburg. 2011 war sie Gastprofessorin am Sciences Po in Paris und 2013 am Institute of Advanced Studies der Universität Bologna.
2013 folgte die Habilitation (und die Verleihung der venia legendi) in Politikwissenschaft an der Philosophischen Fakultät III der HU Berlin mit der Arbeit Der politische Repräsentant und der „leere Ort der Macht“. Für eine Theorie der demokratischen Repräsentation 2012 (2015 als Das Symbolische, das Imaginäre und die Demokratie. Eine Theorie politischer Repräsentation veröffentlicht). Paula Diehl war von 2012 bis 2016 Nachwuchsgruppenleiterin und Dilthey-Fellow der Volkswagenstiftung ebendort. Von 2014 bis 2016 wirkte sie als Visiting Scholar am Political Science Department der University of Pennsylvania in Philadelphia. Als Akademische Oberrätin war sie seit 2016 bis 2019 an der Universität Bielefeld für den Bereich Theorie, Geschichte und Kultur des Politischen zuständig.
Zum Sommersemester 2019 wurde Paula Diehl an die Christian-Albrechts-Universität zu Kiel berufen. Hier ist sie am Institut der Sozialwissenschaften für die Professur für Politische Theorie und Ideengeschichte zuständig.

### Forschungsschwerpunkte
Diehl forscht u. a. in den Bereichen Bild/Körper, Politische Theorie, Politische Kulturwissenschaft, Politische Soziologie, Politische Repräsentation, Populismus und Nationalsozialismus.

### Mitgliedschaften
Diehl ist u. a. Mitglied der Gesellschaft für Bildwissenschaft, der Deutschen Vereinigung für Politikwissenschaft (Sektion „Politische Theorie und Ideengeschichte“, Arbeitskreis „Politik und Kommunikation“ und Arbeitskreis „Politik und Kultur“), der GRePo der Association Française de Science Politique, der Fachgruppe „Visuelle Kommunikation“ der Deutschen Gesellschaft für Publizistik- und Kommunikationswissenschaft und der ECPR Standing Group on political representation.

### Herausgebertätigkeit
Sie ist Mitherausgeberin der Reihen Staatsdiskurse (Franz Steiner Verlag), Zentrum und Peripherie (Nomos) und Puzzle. Media & Politica (Aracne Editrice).

## Schriften (Auswahl)
- Propaganda e Persuasão na Alemanha Nazista. Annablume Editora, Sao Paulo, 1996. (4. Auflage 2003)
- Macht – Mythos – Utopie. Die Körperbilder der SS-Männer (= Politische Ideen. Bd. 17). Akademie-Verlag, Berlin 2005, ISBN 3-05-004076-9.
- (Hrsg.): Körper im Nationalsozialismus. Bilder und Praxen. Fink, Paderborn u. a. 2006, ISBN 978-3-7705-4256-7.
- mit Henning Grunwald, Thomas Scheffer, Christoph Wulf (Hrsg.): Performanz des Rechts. Inszenierung und Diskurs. Akademie-Verlag, Berlin 2006, ISBN 978-3-05-004266-4. (= Paragrana. Internationale Zeitschrift für historische Anthropologie 15, 2006, 1).
- mit Gertrud Koch (Hrsg.): Inszenierungen der Politik. Der Körper als Medium. Fink, Paderborn u. a. 2007, ISBN 978-3-7705-4333-5.
- Das Symbolische, das Imaginäre und die Demokratie. Eine Theorie politischer Repräsentation. Nomos, Baden-Baden 2015, ISBN 978-3-8487-2777-3.
- mit Felix Steilen (Hrsg.): Politische Repräsentation und das Symbolische. Historische, politische und soziologische Perspektiven. Springer VS, Wiesbaden 2016, ISBN 978-3-658-11185-4.
- Populism and the Imagination of the Past and Future. In: Olaf Kaltmeier, Mirko Petersen, Wilfried Raussen (Hrsg.): Cherishing the Past, Envisioning the Future. Wissenschaftlicher Verlag, Trier 2020, S. 123–140.
- mit Brigitte Bargetz (Hrsg.): The Complexity of Populism. New Approaches and Methods. Routledge, Milton 2023, ISBN 978-1-032-22683-5.